# Center for Court Innovation
Le Center for Court Innovation est une association américaine sans but lucratif, dont le siège se trouve à New York et fondée en 1996. Ses activités portent sur le droit aux États-Unis.

## Histoire
Les membres du Center for Court Innovation expérimentent leurs premières initiatives à la Midtown Community Court (en) en 1993. L'association est fondée en 1996 par un partenariat des secteurs privé et public entre le New York State Unified Court System et le Fund for the City of New York. En coordination avec des tribunaux et services publics, il propose des programmes de prévention contre la violence, des peines alternatives à l'incarcération, des initiatives de réinsertion... les personnes condamnées pour des infractions légères, au lieu de passer par une détention, doivent effectuer des travaux d'intérêt général dans leur communauté géographique. Le Centre a étendu ses initiatives aux usagers de drogues s'ils ne sont pas violents. En 1998, le Center for Court Innovation est primé par Harvard dans la catégorie Innovations in American Government Awards.